# Vattenpolo vid olympiska sommarspelen 1908
Vattenpoloturneringen vid Olympiska sommarspelen 1908 i London.

## Medaljsummering
| Gren                          | Guld | Silver | Brons |
| Herrarnas vattenpoloturnering | Storbritannien George Cornet Charles Forsyth George Nevinson Paulo Radmilovic Charles Sydney Smith Thomas Thould George Wilkinson | Belgien Victor Boin Herman Donners Fernand Feyaerts Oscar Grégoire Herman Meyboom Albert Michant Joseph Pletinckx | Sverige Robert Andersson Erik Bergvall Pontus Hansson Harald Julin Torsten Kumfeldt Axel Runström Gunnar Wennerström |